# Lijst van voetbalinterlands Joegoslavië - Zuid-Korea
Deze lijst van voetbalinterlands is een overzicht van alle officiële voetbalwedstrijden tussen de nationale teams van Joegoslavië en Zuid-Korea. De landen speelden in totaal zeven keer tegen elkaar. De eerste ontmoeting, een kwalificatiewedstrijd voor het Wereldkampioenschap voetbal 1962, werd gespeeld in Belgrado op 8 oktober 1961. Het laatste duel, een vriendschappelijke wedstrijd, vond plaats op 30 mei 2000 in Seongnam. 

## Wedstrijden
| № | Plaats   | Datum            | Competitie           | Wedstrijd                | Uitslag |
| - | -------- | ---------------- | -------------------- | ------------------------ | ------- |
| 1 | Belgrado | 8 oktober 1961   | WK 1962 kwalificatie | Joegoslavië – Zuid-Korea | 5 – 1   |
| 2 | Seoul    | 26 november 1961 | WK 1962 kwalificatie | Zuid-Korea – Joegoslavië | 1 – 3   |
| 3 | Hongkong | 4 februari 1995  | Vriendschappelijk    | Zuid-Korea – Joegoslavië | 0 – 1   |
| 4 | Seoul    | 16 juni 1997     | Vriendschappelijk    | Zuid-Korea – Joegoslavië | 1 – 1   |
| 5 | Belgrado | 22 april 1998    | Vriendschappelijk    | Joegoslavië – Zuid-Korea | 3 – 1   |
| 6 | Seoul    | 28 mei 2000      | Vriendschappelijk    | Zuid-Korea – Joegoslavië | 0 – 0   |
| 7 | Seongnam | 30 mei 2000      | Vriendschappelijk    | Zuid-Korea – Joegoslavië | 0 – 0   |

## Samenvatting
| Competitie        | Totaal gespeeld | Winst Joegoslavië | Gelijk | Winst Zuid-Korea | Doelsaldo Joegoslavië – Zuid-Korea |
| ----------------- | --------------- | ----------------- | ------ | ---------------- | ---------------------------------- |
| WK-kwalificatie   | 2               | 2                 | 0      | 0                | 8 − 2                              |
| Vriendschappelijk | 5               | 2                 | 3      | 0                | 5 − 2                              |
| Totaal            | 7               | 4                 | 3      | 0                | 13 − 4                             |

## Details

### Vijfde ontmoeting
| Vriendschappelijk (Belgrado, Joegoslavië, 22 april 1998):            |       |                    |
| Joegoslavië                                                          | 3 – 1 | Zuid-Korea         |
| Dejan Stanković 46' Dejan Stanković 57' Slaviša Jokanović 62' (pen.) | goals | 14' Hwang Sun-hong |
| - Debuut van Dejan Stanković (Rode Ster Belgrado) voor Joegoslavië.  |       |                    |